# اگه بدونی یا نه
اگه بدونی یا نه (انگلیسی: Jaane Tu... Ya Jaane Na)این فیلم در ۴ ژوئیه سال ۲۰۰۸ به روی پرده سینماها رفت؛ که در سبک رمانتیک کمدی می‌باشد و امیر خان تهیه‌کننده این فیلم می‌باشد.

## خلاصه داستان
دختر داستان به نام"آدیتی ماهانت "خصوصیات اخلاقی گربه‌ها را دارد شر و شیطون و پر انرژی، اما بر عکس آن جای سینگ یعنی پسرداستان مثل موشها می‌ماند موذی، آرام. حال قصه عشق یک موش و گربه را تصور کنید. آنهادر مقابل با هم جنگ و دعوا می‌کنند اما در خلوت برای هم اشک می‌ریزند و هیچ‌کس ازقصه عشق آنها اطلاع ندارد.